# Procris
Procris là chi thực vật có hoa trong họ Tầm ma.

## Các loài
Chi này gồm các loài:
- Procris crenata C.B.Rob.
- Procris pedunculata (J.R. Forst. & G. Forst.) Wedd.